# Jiří Poborák
Jiří Poborák (* 1. února 1942) je od roku 1992 spisovatel komiksu Čtyřlístek a v letech 2010 až 2011 (čísla č. 481 až 520) byl šéfredaktorem stejnojmenného časopisu.
Do Čtyřlístku dále psal příběhy chlapce Alfína (Alfonse) a opičáka z cirkusu Žužu. Zatím napsal 61 příběhů Čtyřlístku v základní řadě, 7 ze speciálů, 1 ve zvláštním čísle a 19 příběhů v komiksových knihách, tedy celkem 88 příběhů.